# 天谷昭裕
天谷 昭裕（あまや あきひろ）は、日本の実業家。ジェイアールセントラルビル代表取締役社長や、愛知県公安委員会委員長、テレビ愛知放送番組審議会委員長などを歴任した。

## 人物・経歴
1970年一橋大学法学部卒業、日本国有鉄道入社。東海旅客鉄道常務取締役秘書室・法務部・監査室担当を経て、2004年東海旅客鉄道専務取締役秘書部長。2005年テレビ愛知放送番組審議会委員長代理。2006年からジェイアールセントラルビル代表取締役社長を務め、JRゲートタワーの開発を進めるなどした。2011年テレビ愛知放送番組審議会委員長。2012年東海鉄道OB会会長。2013年から1年間愛知県公安委員会委員長を務め、2015年からも2度目の愛知県公安委員会委員長を務めた。2018年学校法人愛知学院評議員。